# Zentral-Einkaufsgesellschaft

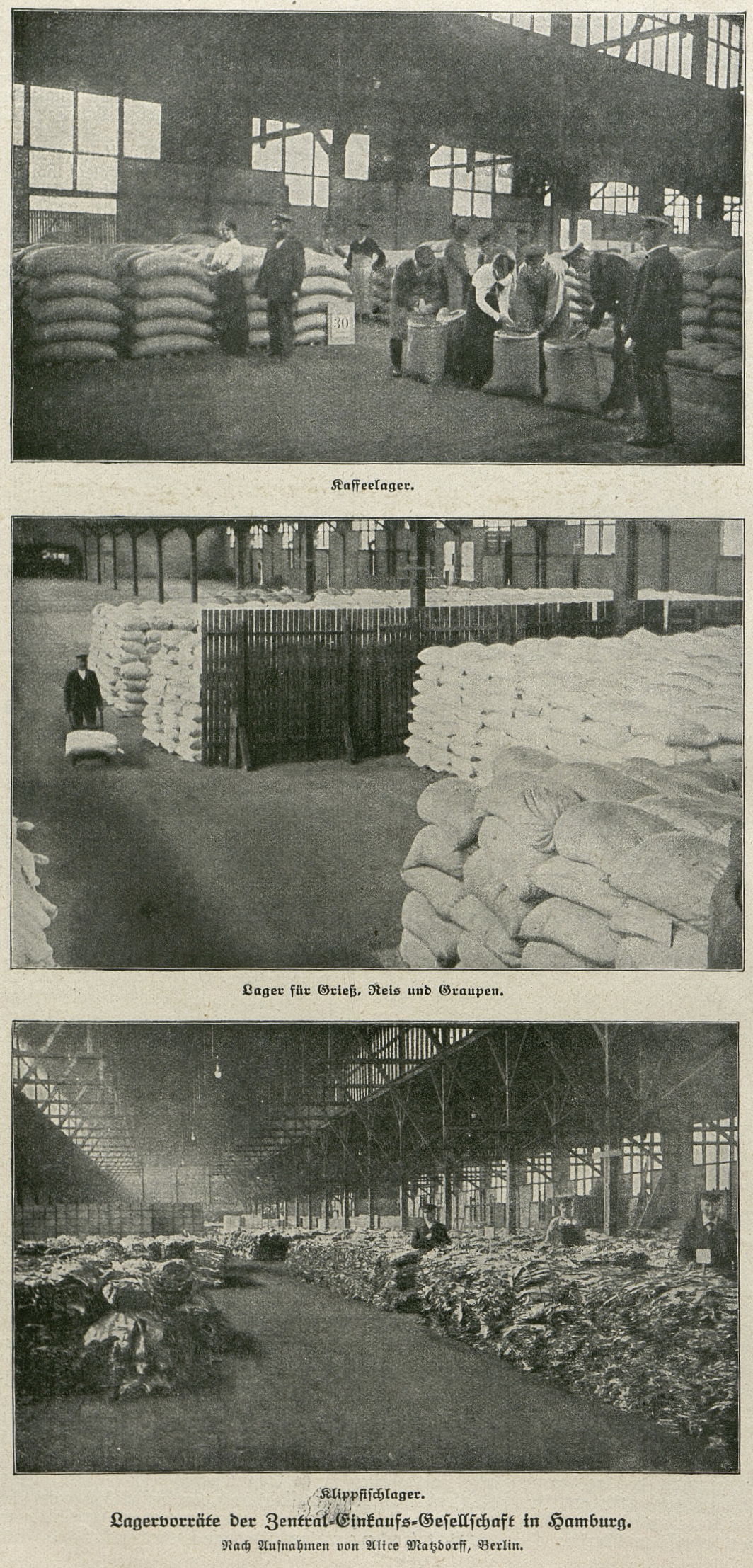
Lagervorräte der Zentral-Einkaufs-Gesellschaft in Hamburg (ca. 1917)

Die Zentral-Einkaufsgesellschaft mbH (ZEG), hervorgegangen aus der 1914 gegründeten Reichseinkaufs-Gesellschaft, war während des Ersten Weltkriegs eine deutsche (halb-)staatliche Außenhandelsgesellschaft, die im Laufe der Zeit den Außenhandel weitgehend zentralisierte und bis zur Gründung des Kriegsernährungsamtes 1916 auch weitere Aufgaben in der staatlichen Lebensmittelwirtschaft übernahm.

## Gründung und Organisation
Zu Beginn des Ersten Weltkrieges nahm die öffentliche Hand zunächst noch kaum Einfluss auf die Lebensmittelversorgung. Allerdings begann der Staat recht bald den Außenhandel zu reglementieren. Der Einfuhr knapper Güter wurde gefördert und auf der anderen Seite andere Waren mit Ausfuhrverboten belegt. Vor dem Hintergrund dieser Bestimmungen wurde bereits am 3. August 1914 die Reichseinkaufs-Gesellschaft gegründet. Sie unterstand dem Reichsamt des Innern und hatte ihren Sitz in Hamburg. Sie hatte die Rechtsform einer GmbH. Die Gründung ging nicht zuletzt auf Carl Melchior, Max Warburg und Albert Ballin zurück, der auch der Organisation vorstand. Die Gesellschaft sollte aus den neutralen Staaten und den von den Deutschen besetzten Gebieten Waren wie Getreide, Mehl, Reis und Kolonialwaren einführen. Die Gesellschaft trat dabei neben die vorhandenen privaten Außenhandelsunternehmen. Sie geriet recht schnell auch in Konkurrenz zu den Einkäufern für die Armee und der Städte.
Die Umwidmung in Zentral-Einkaufsgesellschaft im Dezember 1914 hatte zum Ziel den Außenhandel in der Gesellschaft zu zentralisieren. Finanziert wurde die ZEG durch Zuschüsse des Reiches, der Bundesstaaten und einiger Großunternehmen. Der Sitz der Gesellschaft wurde nach Berlin verlegt. Die leitenden Positionen nahmen Reichsbeamte ein, und das Reichsamt des Innern verfügte über zwei Drittel des Stammkapitals. Dadurch hatte das Reichsamt eine zentrale Rolle im deutschen Außenhandel inne.

## Monopolisierung des Außenhandels
Die ZEG stand am Anfang ähnlicher Organisationen der staatlichen Kriegswirtschaft. Wie die 1915 gegründete Reichsprüfungsstelle handelte es sich um ein Sonderorgan, das nicht in das später aufgebaute System der Kriegswirtschaftsstellen einbezogen wurde. Nach der Gründung des Kriegsernährungsamtes 1916 wurde die ZEG zwar stärker in das immer zentralistischere System der Nahrungsmittelbewirtschaftung einbezogen, blieb aber dem Innenressort unterstellt.
Anfangs unterlagen Auslandswaren keinen Höchstpreisen und konnten in Deutschland zu Wucherpreisen verkauft werden. Dabei spielten neu gegründete wenig seriöse Firmen eine wichtige Rolle. Die Herkunftsländer begannen zum Schutz ihres Marktes den Außenhandel zu regulieren. Vor diesem Hintergrund wurden der ZEG seit September 1915 immer weitergehende Monopolrechte eingeräumt. Dabei wurden die bereits in der Vorkriegszeit bestehenden Handelsunternehmen eingebunden, während die neuen Spekulationsunternehmen keine Berücksichtigung fanden. Teilweise wurden die eingeführten Waren auch von der ZEG beschlagnahmt und nach einem bestimmten Schlüssel an die Bundesstaaten und preußischen Provinzen verteilt.
Die Monopolstellung der ZEG hing davon ab, dass Österreich-Ungarn diesen Anspruch anerkannte. Tatsächlich verzichteten die Regierungen in Wien und Budapest nach deutschen Zugeständnissen darauf selbst in großem Umfang Güter einzuführen. Dafür erhielten sie einen Anteil an den Importwaren der ZEG. Lediglich beim Ankauf von Getreide Anfang 1916 in Rumänien gingen die Mittelmächte zusammen vor. Karl Helfferich und der österreichische Erfinder und Großkaufmann Gustav Robert Paalen spielten beim Zustandekommen der Kooperation eine wichtige Rolle. Dabei wurde ein Kartell der drei Getreidestellen eingesetzt, dem es nach eigenen Angaben gelang, zwischen April und September 1916 zwei Millionen Tonnen Getreide in Rumänien und Bosnien-Herzegowina zu kaufen. Diese Importe waren für die Versorgungslage in Deutschland von enormer Bedeutung, konnte doch zu diesem Zeitpunkt im Gegensatz zum Steckrübenwinter 1916/17 auf eine Absenkung der Brotrationen verzichtet werden. Paalen erhielt 1918 insbesondere für seine gelungenen Einkäufe in Bosnien-Herzegowina von Kaiser Karl I. (Österreich-Ungarn) den Franz-Joseph Orden.

## Strukturprobleme und Kritik
Die deutschen Kommunen hatten seit langem die Zentralisierung des Lebensmittelaußenhandels durch die ZEG gefordert. So lange dies nicht der Fall war, versuchten sie selbst Güter im Ausland zu kaufen. Mit der Monopolstellung der ZEG waren die Städte auf die Lieferungen der Gesellschaft angewiesen. Sie übernahmen eine Vermittlerrolle zwischen der ZEG und den Lebensmittelgeschäften und Konsumvereinen in den jeweiligen Städten und übten weiter die Kontrolle der Preise aus.
Die Abhängigkeit von der ZEG und die nicht immer funktionierende Zusammenarbeit löste in den Kommunen Unmut und Kritik aus. Dies galt etwa, wenn städtische Einkäufer, die zu relativ günstigen Preisen hätten Waren kaufen können, von der ZEG keine Genehmigung dafür bekamen. Problematisch war auch die Zusammenarbeit mit den Kommunalverbänden. Besonders hinderlich war die wenig flexible und bürokratische Struktur der ZEG. Es gelang auch nicht die Bevorzugung großer und finanzstarker Kommunen zu verhindern. Großen Unmut erregte die Fettverteilung, weil die Zuteilung anfangs nach völlig unzureichenden Daten vorgenommen wurde. So wurde etwa die Provinz Westfalen als einheitliches Gebiet betrachtet, ohne die Unterschiede zwischen den Großstädten des Ruhrgebiets und den ländlichen Regionen zu berücksichtigen. Nach Protesten der Kommunalverbände wurde das Verteilsystem den tatsächlichen Verhältnissen stärker angepasst.
Bei Mangel an bestimmten Produkten wurde dafür seit der weitgehenden Monopolisierung des Außenhandels die ZEG in der Öffentlichkeit verantwortlich gemacht. Weil es anfangs nur wenige zentrale Organisationen im Ernährungsbereich gab, hatte die ZEG auch Aufgaben zu übernehmen, die nicht in ihren eigentlichen Kompetenzbereich fielen. Das machte sie noch angreifbarer für die öffentliche Kritik an den staatlichen Maßnahmen zur Lebensmittelbewirtschaftung. Nicht zuletzt wurde die Organisation für die hohen Preise verantwortlich gemacht. Wegen einer recht hohen Zahl von jüdischen Deutschen war sie auch antisemitischen Angriffen ausgesetzt.

## Nach Gründung des Kriegsernährungsamtes
Nach der Gründung des Kriegsernährungsamtes blieb der ZEG die Aufgabe des Außenhandels, musste aber die übrigen Kompetenzen an neu gegründete Reichsstellen abgeben. Im Bereich der Verteilung erfolgte die Belieferung der Kommunen und Kreise nicht mehr direkt, sondern über Einkaufsorganisationen auf Provinzebene.
Später wurde die ZEG dem Reichswirtschaftsamt und nach der Novemberrevolution dem Reichsernährungsamt unterstellt.